# Пакіна
Па́кіна (рос. Пакина) — селище у складі Івдельського міського округу Свердловської області.
Населення — 5 осіб (2010, 13 у 2002).
Національний склад населення станом на 2002 рік: мансі — 92 %.